# Schweizer Eishockeymeisterschaft 1910/11
Die Saison 1910/11 war die dritte reguläre Austragung der Schweizer Eishockeymeisterschaft. Meister wurde der Club des Patineurs de Lausanne.

## Meisterschaft
Die Schweizer Meisterschaft wurde am 21. und 22. Januar 1911 in Leysin ausgetragen. Der SC Leysin (aufgrund von  Spielermangel), der HC Les Avants und das Team aus Genf verzichteten auf eine Teilnahme.
- HC La Villa Ouchy  – Akademischer EHC Zürich 9:1
- HC Bellerive Vevey – CP Lausanne 8:4

### Halbfinal
- HC La Villa Ouchy – CP Lausanne 2:3

### Final
- HC Bellerive Vevey – CP Lausanne 4:6